# Felsbilder von Astuvansalmi

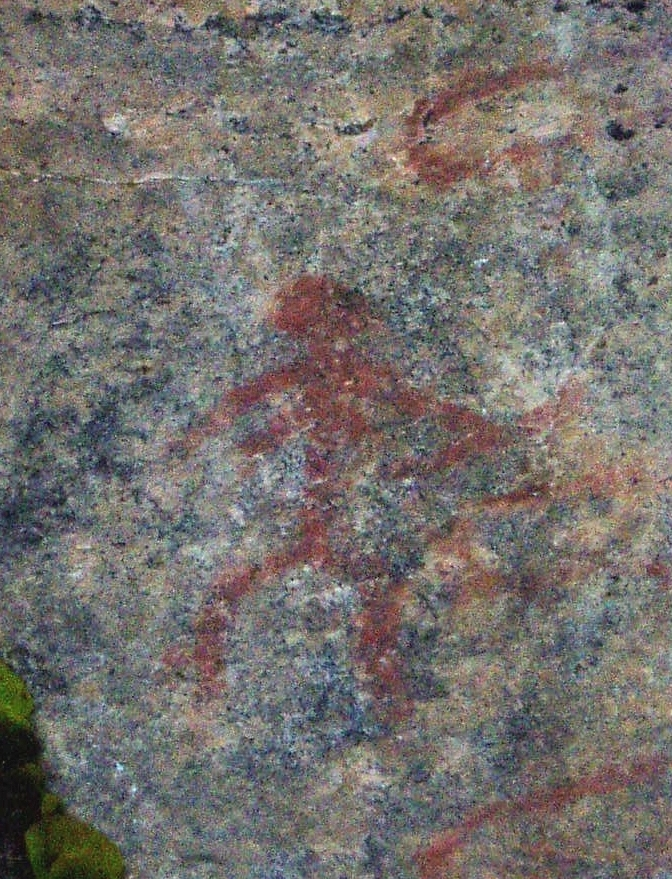
Felsbilder von Astuvansalmi: Darstellung einer Frau

Die Felsbilder von Astuvansalmi sind ein Ensemble von prähistorischen Felsbildern am Ufer des Saimaa-Sees in Ristiina bei Mikkeli im Osten Finnlands. Mit 65 verschiedenen Darstellungen zusammengefasst in 15 Bildern gehört es zu den größten in Fennoskandinavien. Sie wurden offiziell im Sommer 1968 durch den Archäologen Pekka Sarvas entdeckt. Einheimischen waren die Bilder schon länger bekannt. Die Stätte ist in der Tentativliste der UNESCO eingetragen.
Die Malereien befinden sich auf einem Felsen, der, aus einer bestimmten Richtung betrachtet, wie ein menschlicher Kopf anmutet. Der Fels diente vermutlich als Kultstätte. Die Bilder liegen zwischen 7,7 und 11,8 Meter über dem Seespiegel, was deutlich höher ist als zu ihrem Entstehungszeitpunkt. Die ältesten Felsbilder stammen aus 3000 bis 2500 v. Chr.; die jüngsten Darstellungen gehen auf die Zeit um 750 v. Chr. zurück. Die rötlich-ockerfarbenen stilisierten Darstellungen enthalten etwa 18 bis 20 Elche, ungefähr dieselbe Zahl an Menschen, weitere abstrakte Darstellungen von Händen und Tieren, 8 bis 9 Schiffe und schwer identifizierbare geometrische Figuren. Verglichen mit anderen Felsbildern in Skandinavien, Karelien, und Sibirien zeichnen sich die Malereien von Astuvansalmi jedoch durch eine besondere Komplexität aus.
Weitere archäologische Funde wie Statuetten, Schmuck und Pfeilspitzen wurden am Seeboden gemacht. In der Nähe der Felsbilder wurde eine steinzeitliche Siedlung von etwa 3300 bis 2800 v. Chr. gefunden.

Astuvansalmi
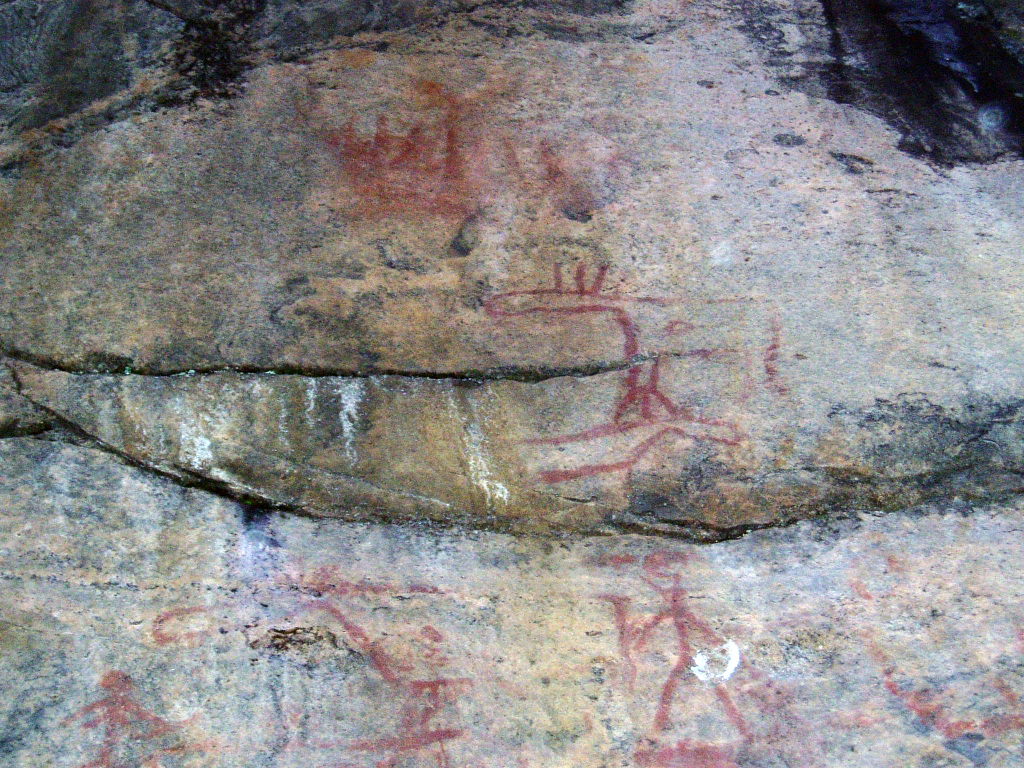
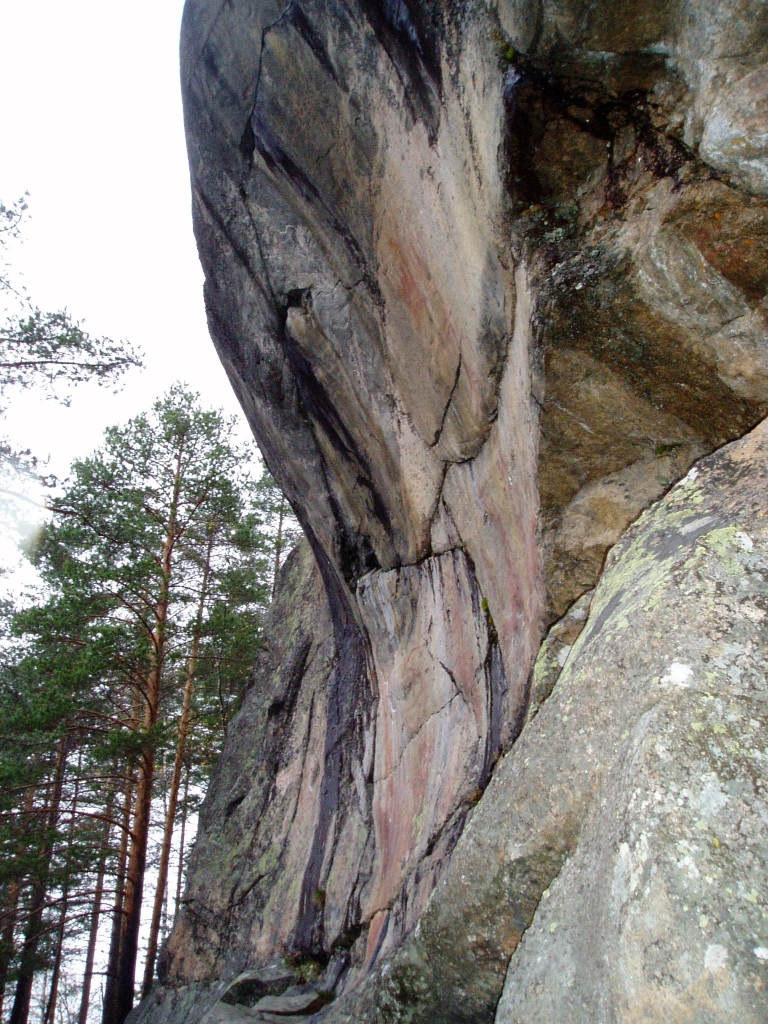
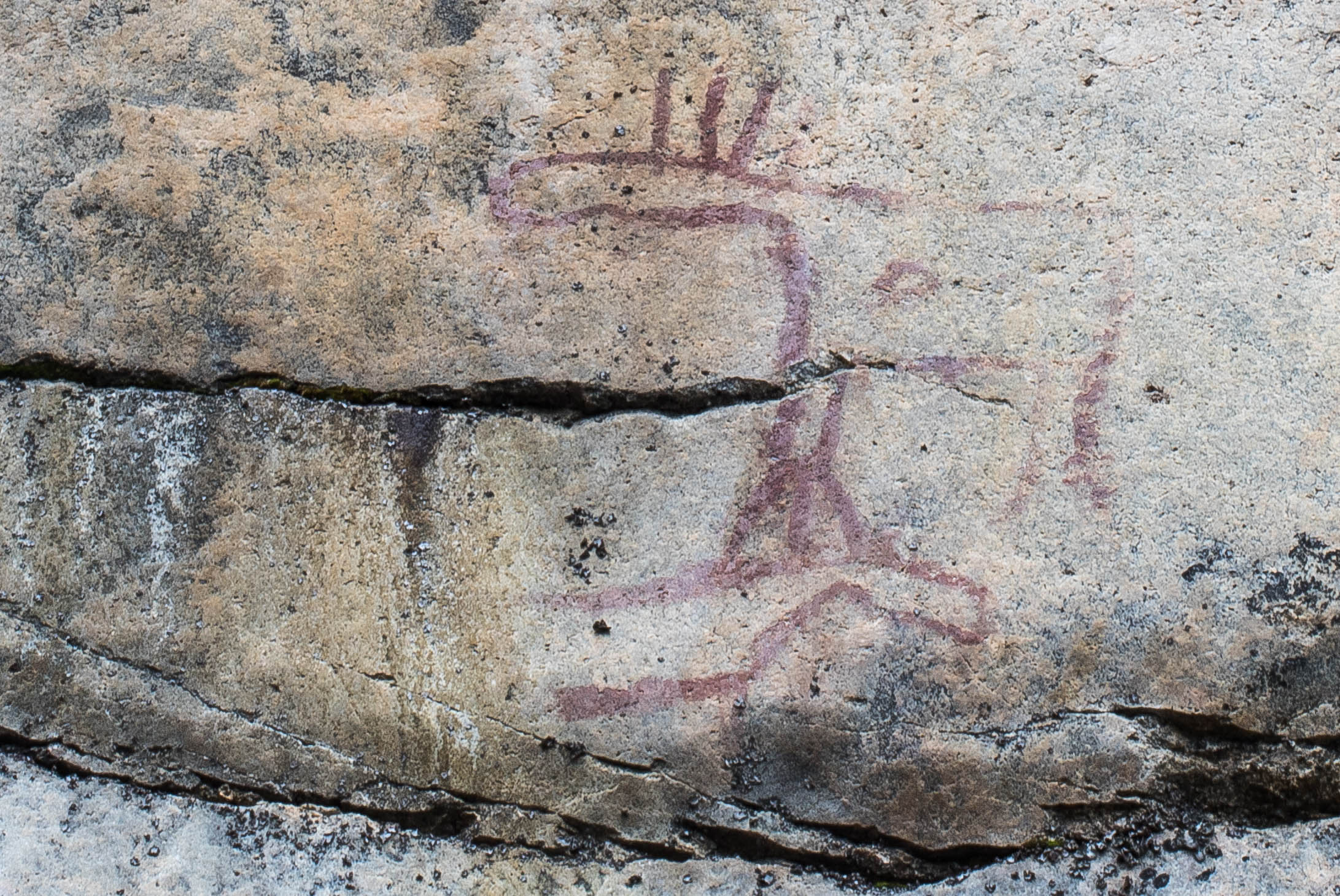